# Torzók
A Torzók egy 2001-ben bemutatott magyar film, amelyet írta és rendezte Sopsits Árpád.  
A film Montreali Nemzetközi Filmfesztiválon 2001-ben a megosztott fődíjat nyerte el. Ugyanebben az évben a Prix Europe-on, a televíziós produkcióknak rendezett fesztiválon a TV filmek kategóriájában különdíjat nyert.
Magyarország ezt a filmet jelölte a 74. Oscar-díj átadóra a legjobb idegen nyelvű film kategóriában, de végül nem fogadták el. 

## Történet
A nemrég elvált apja által egy árvaházban elhagyott Áron kegyetlenséggel és kétségbeeséssel teli életet él át, amelyet az árvaházi személyzet verése és a többi fiú gúnyolódása szakít meg. Egyetlen barátja az osztálytársa, Attila, aki segít neki felfedezni a szeretetet, és erőt ad neki a visszavágáshoz.

## Lásd még
- Magyar Mozi
- A legjobb idegen nyelvű filmnek járó 74. Oscar-díjra benyújtott pályaművek listája